# Isländische Fußballmeisterschaft 1958
Die isländische Fußballmeisterschaft 1958 war die 47. Spielzeit der höchsten isländischen Fußballliga. Sie begann am 10. Juni 1958 und endete am 7. September 1958.
Es nahmen sechs Teams am Bewerb teil und traten jeweils einmal gegeneinander an. Der Titel ging zum insgesamt fünften Mal an ÍA Akranes.

## Abschlusstabelle
| Pl. | Verein           | Sp. | S | U | N | Tore    | Quote | Punkte |
| --- | ---------------- | --- | - | - | - | ------- | ----- | ------ |
| 1.  | ÍA Akranes (M)   | 5   | 4 | 1 | 0 | 023:900 | 2,56  | 09:10  |
| 2.  | KR Reykjavík     | 5   | 3 | 2 | 0 | 012:300 | 4,00  | 08:20  |
| 3.  | Valur Reykjavík  | 5   | 3 | 0 | 2 | 010:120 | 0,83  | 06:40  |
| 4.  | ÍB Keflavík (N)  | 5   | 0 | 3 | 2 | 006:110 | 0,55  | 03:70  |
| 5.  | Fram Reykjavík   | 5   | 0 | 2 | 3 | 008:120 | 0,67  | 02:80  |
| 6.  | ÍB Hafnarfjörður | 5   | 0 | 2 | 3 | 007:190 | 0,37  | 02:80  |

| (M) | amtierender isländischer Meister |
| (N) | Neuaufsteiger                    |

### Kreuztabelle
Die Kreuztabelle stellt die Ergebnisse aller Spiele dieser Saison dar. Die Heimmannschaft ist in der ersten Spalte aufgelistet, die Gastmannschaft in der obersten Reihe. Die Ergebnisse sind immer aus Sicht der Heimmannschaft angegeben.
| 1958             | FRA | ÍBH | ÍAA | ÍBK | KRR | VAL |
| Fram Reykjavík   |     | 2:2 | 4:6 | 2:2 | 0:1 | 0:1 |
| ÍB Hafnarfjörður | –   |     | 1:3 | 1:1 | 0:7 | 3:6 |
| ÍA Akranes       | –   | –   |     | 5:1 | 2:2 | 7:1 |
| ÍB Keflavík      | –   | –   | –   |     | 1:1 | 1:2 |
| KR Reykjavík     | –   | –   | –   | –   |     | 1:0 |
| Valur Reykjavík  | –   | –   | –   | –   | –   |     |

## Abstiegs-Playoff
Da die beiden schlechtesten Teams die Saison punktegleich abschlossen, wurde der Absteiger in einem Playoff ermittelt, nach welchem der ÍB Hafnarfjörður absteigen musste.
| Paarung   | Fram Reykjavík – ÍB Hafnarfjörður |
| Ergebnis  | 6:0                               |
| Datum     | 7. September 1958                 |
| Stadion   | Reykjavík, Melavöllur             |
| Zuschauer | 1.184                             |
| Tore      | unbekannt                         |